# Guillermo Abascal
Guillermo „Guille” Abascal Pérez (ur. 13 kwietnia 1989 w Sewilli) – hiszpański trener piłkarski, od 2025 roku prowadzi meksykański Atlético San Luis.